# Lac Evens
Lac Evens är en sjö i Kanada.   Den ligger i regionen Outaouais och provinsen Québec, i den sydöstra delen av landet, 110 km norr om huvudstaden Ottawa. Lac Evens ligger 164 meter över havet. Arean är 0,43 kvadratkilometer. Den sträcker sig 1,0 kilometer i nord-sydlig riktning, och 0,7 kilometer i öst-västlig riktning.
I omgivningarna runt Lac Evens växer i huvudsak blandskog. Runt Lac Evens är det mycket glesbefolkat, med 7 invånare per kvadratkilometer.